# Straw
Straw är en amerikansk thriller- och dramafilm som hade premiär på Netflix den 6 juni 2025. Filmen är regisserad av Tyler Perry som även skrivit filmens manus.

## Handling
Filmen handlar om en ensamstående mamma som tar sig igenom en rad olyckliga händelser, vilket leder henne in på en  väg där hon dras in i en situation hon aldrig kunnat föreställa sig.

## Rollista (i urval)
- Taraji P. Henson - Janiyah Wiltkinson
- Sinbad - Benny
- Sherri Shepherd - Nicole
- Teyana Taylor - Kay Raymond
- Glynn Turman - Richard
- Rockmond Dunbar - Wilson